# Prisekani trapezoeder
| Množica prisekanih trapezoedrov | Množica prisekanih trapezoedrov        |
| ------------------------------- | -------------------------------------- |
| Regular dodecahedron            |                                        |
| Stranske ploskve                | 2 n-kotnika\|n-kotniki, 2n petkotnikov |
| Robovi                          | 6n                                     |
| Oglišča                         | 4n                                     |
| Simetrijska grupa               | Dnd, [2+,2n], (2*n) reda 4n            |
| Vrtilna grupa                   | Dn, [2,n]+, (22n) reda 2n              |
| Dualni polieder                 | giropodaljšane dipiramide              |
| Lastnosti                       | konveksni                              |

Prisekani trapezoeder je polieder, ki je sestavljen iz n-kotnega trapezoedra z n-kotno piramido, ki je prisekana na svojih dveh ogliščih polarnih osi. 
Oglišča obstajajo kot štirikotniki v štirih vzporednih ravninah, ki imajo izmenljivo orientacijo in v sredini tvorijo petkotnike.
Pravilni dodekaeder je najbolj znan polieder te vrste. Ta je platonsko telo z 12 skladnimi petkotnimi stranskimi ploskvami.

## Oblike
- tristrani prisekani trapezoeder – 6 petkotnikov, 2 trikotnika, dualno telo je giropodaljšana trikotna dipiramida
- kvadratni prisekani trapezoeder – 8 petkotnikov, 2 kvadrata, dualno telo je giropodaljšana kvadratna dipiramida
- petkotni prisekani trapezoeder ali pravilni dodekaeder – 12 petkotnih stranskih ploskev, dualno telo je ikozaeder
- šestrani prisekani trapezoeder – 12 petkotnikov, 2 šestkotnika, dualno telo je giropodaljšana šestkotna dipiramida
- n-kotni prisekani trapezoeder – 2n petkotnikov, 2 n-kotnikov, dualno telo je giropodaljšana dipiramida